# Кокцей, Иоанн
Иоанн Кокцей (лат. Johannes Coccejus; 1603—1669) — голландский христианский богослов и гебраист. В своих многочисленных трудах положил начало строго библейскому и филологическому направлению в христианской гебраистике, в противовес мистическому и схоластическому направлениям, царившим до него. Основатель богословской теории о «союзах» Бога с человеком; теория получила название «федеральное богословие». Составитель первого полного словаря древнееврейского языка.

## Биография и деятельность
Кокцей был родом из Бремена. Очень рано приобрёл большую известность в христианском мире как гебраист; в 1630 году был назначен профессором библейской филологии в Бременской реформатской академии (Gymnasium illustre). В 1636 году был назначен профессором еврейского языка во Франекерском университете, а в 1650 году — профессором теологии Лейденского университета.
Требуя истинного благочестия, Кокцей выступил ревностным противником застывшей ортодоксии, главным представителем которой был в Голландии утрехтский профессор Вутий (англ. Gisbertus Voetius; 1588—1676). Возникшие таким образом церковные партии кокцеянцев и вутианцев имели в то же время и политический характер, так как первые стояли на стороне аристократическо-республиканской партии, вторые же на стороне оранской.

## Федеральное богословие
Кокцей стал автором своеобразной богословской системы, известной под названием «федерального богословия» (лат. theologia foederalis), которую он изложил в своей «Summa doctrinae de foedere et testamento Dei» (Лейпциг, 1648). Система эта, основные черты которой были намечены и Кальвином, рассматривает различные ступени откровенной религии благодати, как последовательные союзы между Богом и человеком:
- первоначально имел место «союз дел» (лат. foedus naturae seu operum), то есть то отношение человека к Богу, которое, вне искупительного откровения и благодати, нашло свое осуществление до грехопадения;
- затем следует «союз благодати» (foedus gratiae), то есть основанное на откровении отношение человека к Богу после грехопадения. «Союз благодати» прошёл три стадии развития:
  - до закона (foedus gratiae ante legem),
  - под законом (sub lege),
  - после закона или под евангелием (post legem sive sub evangelio).

## Издания
Труды Иоанна Кокцея:
- комментарий к библейским книгам: на Когелет (Бремен, 1636); на Иов (1644); на Малые Пророки (1652); на Даниил (1666); на кн. Иеремии и Плач Иеремии (Амстердам, 1669);
- «Summa doctrinae de foedere et testamento Dei» (Лейпциг, 1648; 5 изд. 1683)
- «Ad ultima Mosis, hoc est sex postrema capita Deuteronomii, considerationes» (1650);
- «Psalmi et extrema verba Davidis II» (1660);
- «Ezechiel, cum iconibus» (Амстердам, 1669);
- «Lexicon et commentarius sermonis hebraici et chaldaici Veteris Testamenti» (Лейден, 1669; издание обработанное Маи, Лейден, 1714, Шульцем, 2 т., Лейпциг, 1777; 2 изд. 1796) — первый полный словарь древнееврейского языка, один из капитальных трудов в этой области;
- «Versio latina Mischnae cum excerptis ex Gemara tractatuum Synhedrin et Makkot» (1620) и мн. др.

Полное собрание сочинений Кокцея под заглавием «Opera omnia» в 8 томах было издано его сыном в Амстердаме, 1673—1675 (2-е изд., Франкфурт-на-Майне, 1689). Позднее напечатаны «Opera anecdota» (2 т. ib., 1706).